# District de Kushinagar
Le district de Kushinagar (en hindi : कुशीनगर जिला ,en ourdou : کُشی نگر) est l'un des districts de la division de Gorakhpur de l'État de l'Uttar Pradesh en Inde.

## Géographie
Son centre administratif est la ville de Kushinagar. 
La superficie du district est de 2 905 km2 et la population au recensement de 2011 s'élève à 3 564 544 habitants.
Son taux d'alphabétisation est de 67,66%.